# Scyliorhinus retifer
Scyliorhinus retifer es una especie de peces de la familia Scyliorhinidae en el orden de los Carcharhiniformes.

## Morfología
• Los machos pueden llegar a alcanzar los 48 cm de longitud total.

## Reproducción
Es ovíparo.

## Hábitat
Es un pez de mar y de clima subtropical que vive entre 36-750 m de profundidad.

## Distribución geográfica
Se encuentra en el  Atlántico occidental: desde el sur de Nueva Inglaterra hasta Florida y desde el norte del Golfo de México hasta Nicaragua.